# Плавання на літніх Олімпійських іграх 2008

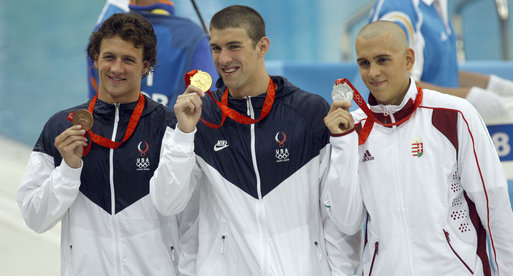
Зліва направо:Раян Лохте, Майкл Фелпс і Ласло Чех зі своїми нагородами за підсумками запливу на 400 м комплексним плаванням (10 серпня 2008)

Змагання з плавання на XXIX літніх Олімпійських іграх проходили з 9 по 21 серпня у Пекіні. Спортсмени розігрували 34 комплекти медалей: по 17 у чоловіків і жінок.

## Медалі

### Загальний залік
(Жирним виділено найбільшу кількість медалей у своїй категорії) 
| Загальна кількість медалей |                 |        |        |        |        |
| Місце                      | Країна          | Золото | Срібло | Бронза | Всього |
| 1                          | США             | 12     | 9      | 10     | 31     |
| 2                          | Австралія       | 6      | 6      | 8      | 20     |
| 3                          | Велика Британія | 2      | 2      | 2      | 6      |
| 4                          | Японія          | 2      |        | 3      | 5      |
| 5                          | Німеччина       | 2      |        | 1      | 3      |
| 6                          | Нідерланди      | 2      |        |        | 2      |
| 7                          | Китай           | 1      | 3      | 2      | 6      |
| 8                          | Зімбабве        | 1      | 3      |        | 4      |
| 9                          | Франція         | 1      | 2      | 3      | 6      |
| 10                         | Росія           | 1      | 1      | 2      | 4      |
| 11                         | Італія          | 1      | 1      |        | 2      |
| 11                         | Південна Корея  | 1      | 1      |        | 2      |
| 13                         | Бразилія        | 1      |        | 1      | 2      |
| 14                         | Туніс           | 1      |        |        | 1      |
| 15                         | Угорщина        |        | 3      |        | 3      |
| 16                         | Норвегія        |        | 1      | 1      | 2      |
| 17                         | Сербія          |        | 1      |        | 1      |
| 17                         | Словенія        |        | 1      |        | 1      |
| 19                         | Австрія         |        |        | 1      | 1      |
| 19                         | Данія           |        |        | 1      | 1      |
| 19                         | Канада          |        |        | 1      | 1      |
| Всього                     | Всього          | 34     | 34     | 36     | 104    |

### Медалісти

#### Чоловіки
| Дисципліна                      | Золото | Срібло | Бронза |  |  |  |
| 50 м вільним стилем             | Сезар Сьєло Фільйо — 21,30 OR · Бразилія | Аморі Лево - 21,45 · Франція | Ален Бернар - 21,49 · Франція                                                                                          |  |  |  |
| 100 м вільним стилем            | Ален Бернар - 47,21 · Франція | Імон Саллівен - 47,32 · Австралія | Джейсон Лезак - 47,67 · США                                                                                            |  |  |  |
| 100 м вільним стилем            | Ален Бернар - 47,21 · Франція | Імон Саллівен - 47,32 · Австралія | Сезар Сьєло Фільйо - 47,67 · Бразилія                                                                                  |  |  |  |
| 200 м вільним стилем            | Майкл Фелпс - 1.42,96 WR · США | Пак Тхе Хван - 1.44,85 · Південна Корея | Пітер Вандеркаай - 1.45,14 · США                                                                                       |  |  |  |
| 400 м вільним стилем            | Пак Тхе Хван - 3.41,86 · Південна Корея | Чжан Лінь - 3.42,44 · Китай | Ларсен Дженсен - 3.42,78 AM · США                                                                                      |  |  |  |
| 1500 м вільним стилем           | Уссама Меллулі -14:40,84 · Туніс | Ґрант Гаккетт -14:41,53 · Австралія | Раян Кокрейн -14:42,69 · Канада                                                                                        |  |  |  |
|                                 | | | |  |  |  |
| 100 м батерфляєм                | Майкл Фелпс - 50,58 OR · США | Милорад Чавич - 50,59 ER · Сербія | Ендрю Лотерстейн - 51,12 OC · Австралія                                                                                |  |  |  |
| 200 м батерфляєм                | Майкл Фелпс - 1:52,03 WR · США | Ласло Чех - 1:52,70 · Угорщина | Мацуда Такесі - 1:52,97 AS · Японія                                                                                    |  |  |  |
|                                 | | | |  |  |  |
| 100 м на спині                  | Аарон Пірсол — 52,54 WR · США | Метт Греверс - 53,11 · США | Аркадій В'ятчанін - 53,18 · Росія                                                                                      |  |  |  |
| 100 м на спині                  | Аарон Пірсол — 52,54 WR · США | Метт Греверс - 53,11 · США | Гейден Ролстон - 53,18 · Австралія                                                                                     |  |  |  |
| 200 м на спині                  | Раян Лохте - 1:53,94 WR · США | Аарон Пірсол - 1:54,33 · США | Аркадій В'ятчанін - 1:54,93 · Росія                                                                                    |  |  |  |
|                                 | | | |  |  |  |
| 100 м брасом                    | Кітаджіма Косуке - 58,91 WR · Японія | Александер Дале Оен - 59,20 · Норвегія | Юґ Дюбоск - 59,37 · Франція                                                                                            |  |  |  |
| 200 м брасом                    | Кітаджіма Косуке - 2:07,64 OR · Японія | Брентон Рікард - 2:08,88 OC · Австралія | Юґ Дюбоск - 2:08,94 · Франція                                                                                          |  |  |  |
|                                 | | | |  |  |  |
| 200 м комплексом                | Майкл Фелпс - 1:54,23 WR · США | Ласло Чех - 1:56,52 ER · Угорщина | Раян Лохте - 1:56,53 · США                                                                                             |  |  |  |
| 400 м комплексом                | Майкл Фелпс - 4:03,84WR · США | Ласло Чех - 4:06,16 · Угорщина | Раян Лохте - 4:08,09 · США                                                                                             |  |  |  |
|                                 | | | |  |  |  |
| Естафета 4×100 м вільним стилем | США — 3:08,24 WR · Майкл Фелпс · Ґаррет Вебер-Ґейл · Каллен Джонс · Джейсон Лезак · Натан Едріан * · Бенджамін Вайлдмен-Тобрінер * · Метт Греверс *    | Франція — 3:08,32 ER · Аморі Лево · Фаб'ян Жіло · Фредерік Буске · Ален Бернар · Грегорі Малле * · Борис Стейметц *                                               | Австралія — 3:09,91 OC · Імон Саллівен · Ешлі Келлус · Метт Тарґетт · Ендрю Лотерстейн · Лейт Броді * · Патрік Мерфі * |  |  |  |
| Естафета 4×200 м вільним стилем | США — 6:58,56 · Майкл Фелпс · Раян Лохте · Ріккі Беренс · Пітер Вандеркаай · Кліт Келлер * · Ерік Вендт * · Дейв Волтерс *                             | Росія — 7:03,70 · Микита Лобінцев · Євген Лагунов · Данило Ізотов · Олександр Сухоруков · Михайло Поліщук *                                                       | Австралія — 7:04,98 · Патрік Мерфі · Ґрант Гаккетт · Ґрант Брітс · Нік Ффрост · Лейт Броді * · Керк Палмер *           |  |  |  |
| Естафета 4×100 м комплексом     | США — 3:29,34 WR · Аарон Пірсол · Брендан Гансен · Майкл Фелпс · Джейсон Лезак · Метт Греверс * · Марк Генглофф * · Іан Крокер * · Ґаррет Вебер-Ґейл * | Австралія — 3:30,04 OC · Гейден Стоккел · Брентон Рікард · Ендрю Лотерстейн · Імон Саллівен · Ешлі Делейні * · Крістіан Спренгер * · Адам Пайн * · Метт Тарґетт * | Японія — 3:31,18 AS · Міясіта Дзюніті · Кітаджіма Косуке · Фудзі Такуро · Сато Хісайосі                                |  |  |  |
|                                 | | | |  |  |  |
| Марафон 10 км                   | Мартен ван дер Вейден - 1:51:51,6 · Нідерланди | Девід Девіс - 1:51:53,1 · Велика Британія | Томас Лурц - 1:51:53,6 · Німеччина                                                                                     |  |  |  |

 *  — учасники попередніх запливів

#### Жінки
| Дисципліна                      | Золото | Срібло | Бронза |  |  |  |
| 50 м вільним стилем             | Брітта Штеффен - 24,06 OR, ER · Німеччина | Дара Торрес - 24,07 AM · США | Кейт Кемпбелл - 24,17 · Австралія                                                                                         |  |  |  |
| 100 м вільним стилем            | Брітта Штеффен - 53,12 OR · Німеччина | Ліббі Тріккетт - 53,16 OR · Австралія | Наталі Кафлін - 53,39 AM · США                                                                                            |  |  |  |
| 200 м вільним стилем            | Федеріка Пеллегріні - 1:54,82 WR · Італія | Сара Ісакович — 1:54.97 Словенія | Пан Цзяїн — 1:55.05 (AS) Китай                                                                                            |  |  |  |
| 400 м вільним стилем            | Ребекка Едлінгтон — 4:03,22 Велика Британія | Кейті Гофф — 4:03,29 США | Джоенн Джексон — 4:03,52 Велика Британія                                                                                  |  |  |  |
| 800 м вільним стилем            | Ребекка Едлінгтон — 8:14.10 (WR) Велика Британія | Алессія Філіппі — 8:20.23 Італія | Лотте Фрійс — 8:23.03 Данія                                                                                               |  |  |  |
|                                 | | | |  |  |  |
| 100 м батерфляєм                | Ліббі Тріккетт — 56.73 (OC) Австралія | Крістін Меґнусон — 57.10 США | Джесс Скіппер — 57.25 Австралія                                                                                           |  |  |  |
| 200 м батерфляєм                | Лю Цзиге — 2:04.18 (WR) Китай | Цзяо Люян — 2:04.72 Китай | Джесс Скіппер — 2:06.26 Австралія                                                                                         |  |  |  |
|                                 | | | |  |  |  |
| 100 м на спині                  | Наталі Кафлін — 58,96 США | Керсті Ковентрі — 59,19 Зімбабве | Маргарет Гользер — 59,34 США                                                                                              |  |  |  |
| 200 м на спині                  | Керсті Ковентрі — 2.05.24 (WR) Зімбабве | Маргарет Гользер — 2:06.23 США | Накамура Рейко — 2:07.13 (AS) Японія                                                                                      |  |  |  |
|                                 | | | |  |  |  |
| 100 м брасом                    | Лісель Джонс — 1.05,17 (OR) Австралія | Ребекка Соні — 1.06,73 США | Мірна Юкич — 1.07,34 Австрія                                                                                              |  |  |  |
| 200 м брасом                    | Ребекка Соні — 2:20,22 (WR) США | Лісель Джонс — 2:22,05 Австралія | Сара Норденстам — 2:23,02 (ER) Норвегія                                                                                   |  |  |  |
|                                 | | | |  |  |  |
| 200 м комплексом                | Стефані Райс — 2:08,45 (WR) Австралія | Керсті Ковентрі — 2:08,59 (AF) Зімбабве | Наталі Кафлін — 2:10,34 США                                                                                               |  |  |  |
| 400 м комплексом                | Стефані Райс — 4:29,45 (WR) Австралія | Керсті Ковентрі — 4:29,89 (AF) Зімбабве | Кейті Гофф — 4:31,71 США                                                                                                  |  |  |  |
|                                 | | | |  |  |  |
| Естафета 4×100 м вільним стилем | Нідерланди Інґе Деккер Раномі Кромовідйойо Фемке Гемскерк Марлеєн Велдгойс — 3:33.76 (OR) Хінкелін Шредер * Манон ван Ройхен *                            | США Наталі Кафлін Лейсі Наймаєр Кара Лінн Джойс Дара Торрес — 3:34.33 (AM) Емілі Сільвер * Джулія Сміт *                                             | Австралія Кейт Кемпбелл Еліс Міллс Мелані Скленджер Ліббі Тріккетт — 3:35.05 (OC) Шейн Різ *                              |  |  |  |
| Естафета 4×200 м вільним стилем | Австралія Стефані Райс Бронті Берретт Кайлі Палмер Лінда Маккензі — 7:44,31 (WR) Енджі Бейнбрідж * Мелані Скленджер * Лара Дейвенпорт * Фелісіті Гелвес * | КНР Пан Цзяїн Ян Юй Тань Мяо Чжу Цяньвей — 7:45,93 (AS) Тан Цзінчжі *                                                                                | США Еллісон Шмітт Наталі Кафлін Керолайн Беркл Кейті Гофф — 7:46,33 (AM) Крістін Маршалл * Джулія Сміт * Кім Ванденберґ * |  |  |  |
| Естафета 4×100 м комплексом     | Австралія Емілі Сібом Лісель Джонс Джесс Скіппер Ліббі Тріккетт — 3:52.69 (WR) Тарні Вайт * Фелісіті Гелвес * Шейн Різ *                                  | США Наталі Кафлін (AM) Ребекка Соні Крістін Меґнусон Дара Торрес — 3:53.30 (AM) Маргарет Гользер * Меган Джендрік * Елейн Бріден * Кара Лінн Джойс * | КНР Чжао Цін Сунь Є Чжоу Яфей Пан Цзяїн — 3:56.11 (AS) Сюй Тяньлунцзи *                                                   |  |  |  |
|                                 | | | |  |  |  |
| Марафон 10 км                   | Лариса Ільченко −1:59:27.7 Росія | Кері-Енн Пейн — 1:59:29.2 Велика Британія | Кессі Петтен −1:59:31.0 Велика Британія                                                                                   |  |  |  |

 *  — учасники попередніх запливів

## Спортивні об'єкти

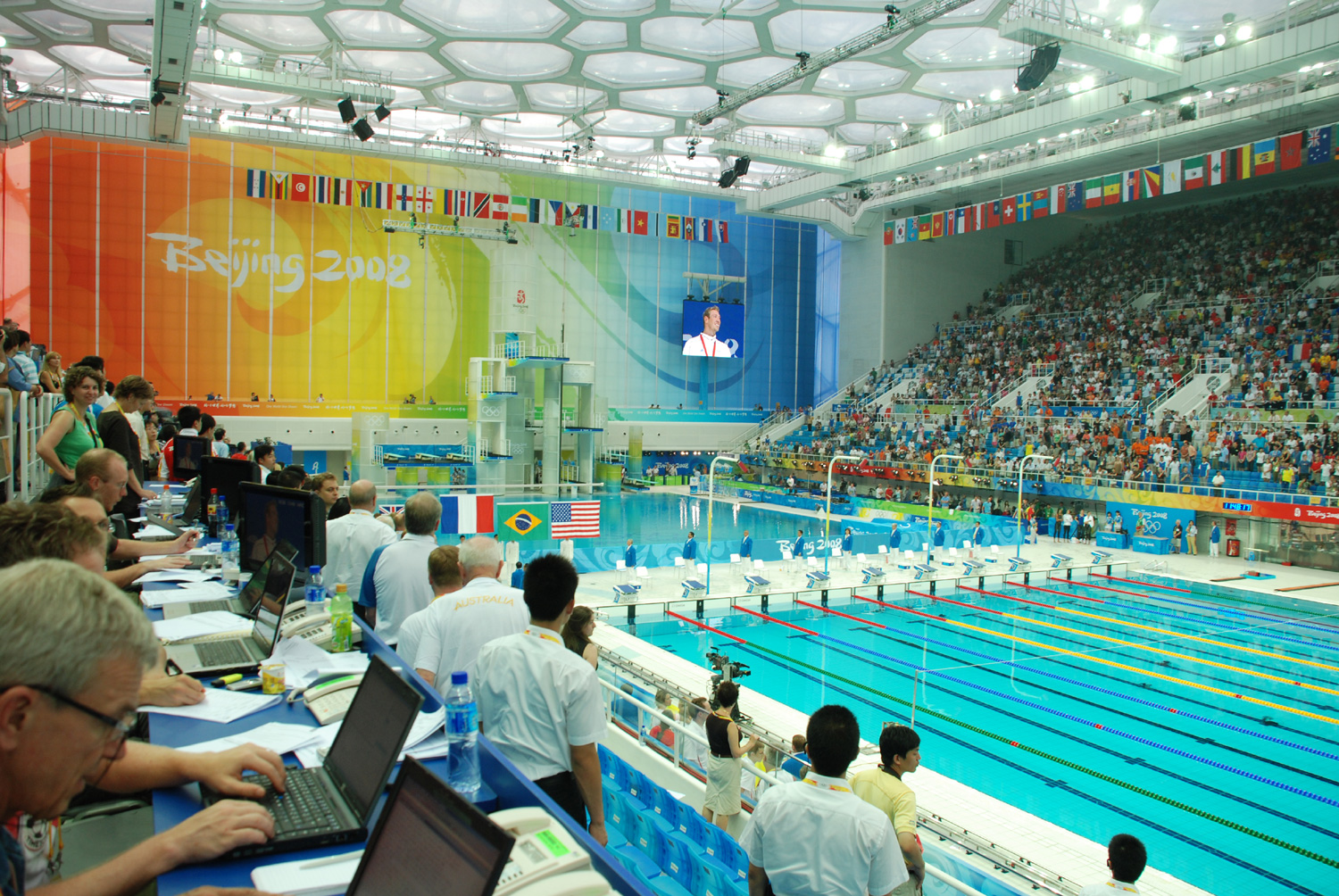
Пекінський Національний Аквацентр, вигляд зсередини 14 серпня 2008.

Більшість змагань з плавання проводилися у спеціально побудованому для Ігор Пекінському Національному Аквацентрі. Тільки запливи на відкритій воді пройшли в Олімпійському гребному парку Шуньї.

## Дисципліни
Плавальна програма на Олімпіаді у Пекіні була розширена у порівнянні з минулими Іграми в Афінах. У програму ігор включено плавання на відкритій воді (марафонська дистанція 10 км). Таким чином загальна кількість розігруваних комплектів нагород збільшилася до 34:
- Вільний стиль: 50 м, 100 м, 200 м, 400 м, 800 м (тільки жінки), 1500 м (тільки чоловіки), естафета 4×100 м, естафета 4×200 м, марафон 10 км.
- Плавання на спині: 100 м, 200 м.
- Брас: 100 м, 200 м.
- Батерфляй: 100 м, 200 м.
- Комплексне плавання: 200 м, 400 м, естафета 4×100 м.

## Кваліфікація
Для участі в Олімпіаді спортсменам необхідно було виконати кваліфікаційні нормативи, встановлені Міжнародною федерацією плавання (FINA) для кожної з дисциплін. Національний Олімпійський комітет кожної країни мав право заявити для участі в Олімпіаді двох спортсменів з тих, хто виконав норматив А, або одного спортсмена з тих, хто виконав норматив B (якщо норматив А не було виконано для даної дисципліни жодним спортсменом). Спортсмени повинні були показати ці результати у період з 15 березня 2007 року по 15 липня 2008 року на змаганнях, що проводилися під егідою FINA.
Для участі у Олімпійських іграх 2008 необхідно було виконати такі нормативи:
| Дисципліна                  | Чоловіки   | Чоловіки   | Жінки      | Жінки      |
| Дисципліна                  | Норматив A | Норматив B | Норматив A | Норматив B |
| --------------------------- | ---------- | ---------- | ---------- | ---------- |
| 50 м вільним стилем         | 00:22,35   | 00:23,13   | 00:25,43   | 00:26,32   |
| 100 м вільним стилем        | 00:49,23   | 00:50,95   | 00:55,24   | 00:57,17   |
| 200 м вільним стилем        | 01:48,72   | 01:52,53   | 01:59,29   | 02:03,47   |
| 400 м вільним стилем        | 03:49,96   | 03:58,01   | 04:11,26   | 04:20,05   |
| 800 м вільним стилем        | -          | -          | 08:35,98   | 08:54,04   |
| 1500 м вільним стилем       | 15:13,16   | 15:45,12   | —          | -          |
| 100 м на спині              | 00:55,14   | 00:57,07   | 01:01,70   | 01:03,86   |
| 200 м на спині              | 01:59,72   | 02:03,91   | 02:12,73   | 02:17,38   |
| 100 м брасом                | 01:01,57   | 01:03,72   | 01:09,01   | 01:11,43   |
| 200 м брасом                | 02:13,69   | 02:18,37   | 02:28,21   | 02:33,40   |
| 100 м батерфляєм            | 00:52,86   | 00:54,71   | 00:59,35   | 01:01,43   |
| 200 м батерфляєм            | 01:57,67   | 02:01,79   | 02:10,84   | 02:15,42   |
| 200 м комплексним плаванням | 02:01,40   | 02:05,65   | 02:15,27   | 02:19,97   |
| 400 м комплексним плаванням | 04:18,40   | 04:27,44   | 04:45,08   | 04:55,06   |

В естафетах брали участь 12 найкращих збірних за результатами чемпіонату світу з водних видів спорту 2007, а також 4 команди, відібрані Міжнародною федерацією плавання у період відбіркових змагань .
У плаванні на відкритій воді взяти участь могли десять найкращих спортсменів за результатами чемпіонату світу 2008 і п'ять найшвидших від кожного з п'яти континентів (однак цього права були позбавлені Австралія у чоловіків і ПАР у жінок, оскільки інші плавці з Океанії і плавчині від Африки не брали участі). Одне місце залишалося за Китаєм, як за країною-господаркою, і ще дев'ять спортсменів відбиралися після Олімпійського змагання з марафонського плавання (у жінок десять місць, оскільки китайська спортсменка Фан Яньцяо кваліфікувалася за підсумками світової першості). Максимальна квота від кожної країни — два спортсмени.
Спортсмени Китаю, як країни-господарки, автоматично отримували місця тільки у плаванні на відкритій воді. В інших видах програми вони відбиралися подібно до плавців з інших країн.
В естафетах та плаванні на відкритій воді кваліфікувалися такі країни:
| - Австралія - Аргентина - Бельгія - Болгарія - Бразилія - Велика Британія - Угорщина - Венесуела | - Німеччина - Греція - Єгипет - Ізраїль - Іспанія - Італія - Канада - КНР | - Мексика - Нідерланди - Польща - Португалія - Росія - Румунія - Сирія - Словенія | - США - Україна - Франція - Чехія - Чилі - Швеція - ПАР - Японія |

## Формат змагань
Індивідуальні змагання у басейні починалися з відбіркових запливів, у яких кожен спортсмен повинен був показати максимальний результат для виходу у наступну стадію. Шістнадцять найкращих проходили у півфінали, або вісім найшвидших — у фінал, якщо півфінали не організовувалися. З півфіналів у фінал виходило вісім плавців, які показали найкращий час, і вони в останньому запливі розігрували комплект медалей. В естафетах влаштовувалися два відбіркових запливи по вісім команд, і найкращі команди за часом виходили у фінал. Плавці на відкритій воді змагалися тільки в одному фінальному запливі.

## Календар
| О | Відбіркові | 1/2 | Півфінали | Ф | Фінали |

| + Чоловіки                 |   |     |     |     |     |     |     |    |    |    |    |    |    |
| Серпень                    | 9 | 10  | 11  | 12  | 13  | 14  | 15  | 16 | 17 | 18 | 19 | 20 | 21 |
| Вільний стиль              |   |     |     |     |     |     |     |    |    |    |    |    |    |
| 50 м                       |   |     |     |     |     | О   | 1/2 | Ф  |    |    |    |    |    |
| 100 м                      |   |     |     | О   | 1/2 | Ф   |     |    |    |    |    |    |    |
| 200 м                      |   | О   | 1/2 | Ф   |     |     |     |    |    |    |    |    |    |
| 400 м                      | О | Ф   |     |     |     |     |     |    |    |    |    |    |    |
| 1500 м                     |   |     |     |     |     |     | О   |    | Ф  |    |    |    |    |
| Батерфляй                  |   |     |     |     |     |     |     |    |    |    |    |    |    |
| 100 м                      |   |     |     |     |     | О   | 1/2 | Ф  |    |    |    |    |    |
| 200 м                      |   |     | О   | 1/2 | Ф   |     |     |    |    |    |    |    |    |
| На спині                   |   |     |     |     |     |     |     |    |    |    |    |    |    |
| 100 м                      |   | О   | 1/2 | Ф   |     |     |     |    |    |    |    |    |    |
| 200 м                      |   |     |     |     | О   | 1/2 | Ф   |    |    |    |    |    |    |
| Брас                       |   |     |     |     |     |     |     |    |    |    |    |    |    |
| 100 м                      | О | 1/2 | Ф   |     |     |     |     |    |    |    |    |    |    |
| 200 м                      |   |     |     | О   | 1/2 | Ф   |     |    |    |    |    |    |    |
| Комплексне плавання        |   |     |     |     |     |     |     |    |    |    |    |    |    |
| 200 м                      |   |     |     |     | О   | 1/2 | Ф   |    |    |    |    |    |    |
| 400 м                      | О | Ф   |     |     |     |     |     |    |    |    |    |    |    |
| Естафети                   |   |     |     |     |     |     |     |    |    |    |    |    |    |
| 4х100 м вільним стилем     |   | О   | Ф   |     |     |     |     |    |    |    |    |    |    |
| 4х200 м вільним стилем     |   |     |     | О   | Ф   |     |     |    |    |    |    |    |    |
| 4х100 м комплексом         |   |     |     |     |     |     | О   |    | Ф  |    |    |    |    |
| Плавання на відкритій воді |   |     |     |     |     |     |     |    |    |    |    |    |    |
| Марафон 10 км              |   |     |     |     |     |     |     |    |    |    |    |    | Ф  |

| + Жінки                    |   |     |     |     |     |     |     |     |    |    |    |    |    |
| Серпень                    | 9 | 10  | 11  | 12  | 13  | 14  | 15  | 16  | 17 | 18 | 19 | 20 | 21 |
| Вільний стиль              |   |     |     |     |     |     |     |     |    |    |    |    |    |
| 50 м                       |   |     |     |     |     |     | О   | 1/2 | Ф  |    |    |    |    |
| 100 м                      |   |     |     |     | О   | 1/2 | Ф   |     |    |    |    |    |    |
| 200 м                      |   |     | О   | 1/2 | Ф   |     |     |     |    |    |    |    |    |
| 400 м                      |   | О   | Ф   |     |     |     |     |     |    |    |    |    |    |
| 800 м                      |   |     |     |     |     | О   |     | Ф   |    |    |    |    |    |
| Батерфляй                  |   |     |     |     |     |     |     |     |    |    |    |    |    |
| 100 м                      | О | 1/2 | Ф   |     |     |     |     |     |    |    |    |    |    |
| 200 м                      |   |     |     | О   | 1/2 | Ф   |     |     |    |    |    |    |    |
| На спині                   |   |     |     |     |     |     |     |     |    |    |    |    |    |
| 100 м                      |   | О   | 1/2 | Ф   |     |     |     |     |    |    |    |    |    |
| 200 м                      |   |     |     |     |     | О   | 1/2 | Ф   |    |    |    |    |    |
| Брас                       |   |     |     |     |     |     |     |     |    |    |    |    |    |
| 100 м                      |   | О   | 1/2 | Ф   |     |     |     |     |    |    |    |    |    |
| 200 м                      |   |     |     |     | О   | 1/2 | Ф   |     |    |    |    |    |    |
| Комплексне плавання        |   |     |     |     |     |     |     |     |    |    |    |    |    |
| 200 м                      |   |     | О   | 1/2 | Ф   |     |     |     |    |    |    |    |    |
| 400 м                      | О | Ф   |     |     |     |     |     |     |    |    |    |    |    |
| Естафети                   |   |     |     |     |     |     |     |     |    |    |    |    |    |
| 4х100 м вільним стилем     | О | Ф   |     |     |     |     |     |     |    |    |    |    |    |
| 4х200 м вільним стилем     |   |     |     |     | О   | Ф   |     |     |    |    |    |    |    |
| 4х100 м комплексом         |   |     |     |     |     |     | О   |     | Ф  |    |    |    |    |
| Плавання на відкритій воді |   |     |     |     |     |     |     |     |    |    |    |    |    |
| Марафон 10 км              |   |     |     |     |     |     |     |     |    |    |    | Ф  |    |

Всі фінали і півфінали проходили вранці з 10:00 до 12:00 за місцевим часом (тобто UTC +8), а відбіркові запливи ввечері з 18:30. Марафонські запливи проводилися о 9:00.